# جان راسل (فیلم‌نامه‌نویس)
جان راسل (انگلیسی: John Russell; ۱ ژانویهٔ ۱۸۸۵ – ۶ مارس ۱۹۵۶) فیلم‌نامه‌نویس اهل ایالات متحده آمریکا بود.

## فیلم‌شناسی
- لرد جیم (۱۹۲۵)
- بو ژست (۱۹۲۶)
- مصائب شیطان (۱۹۲۶)
- خیابان فرعی (۱۹۲۹)
- فرانکنشتاین (۱۹۳۱)